# Szabó József (színművész)

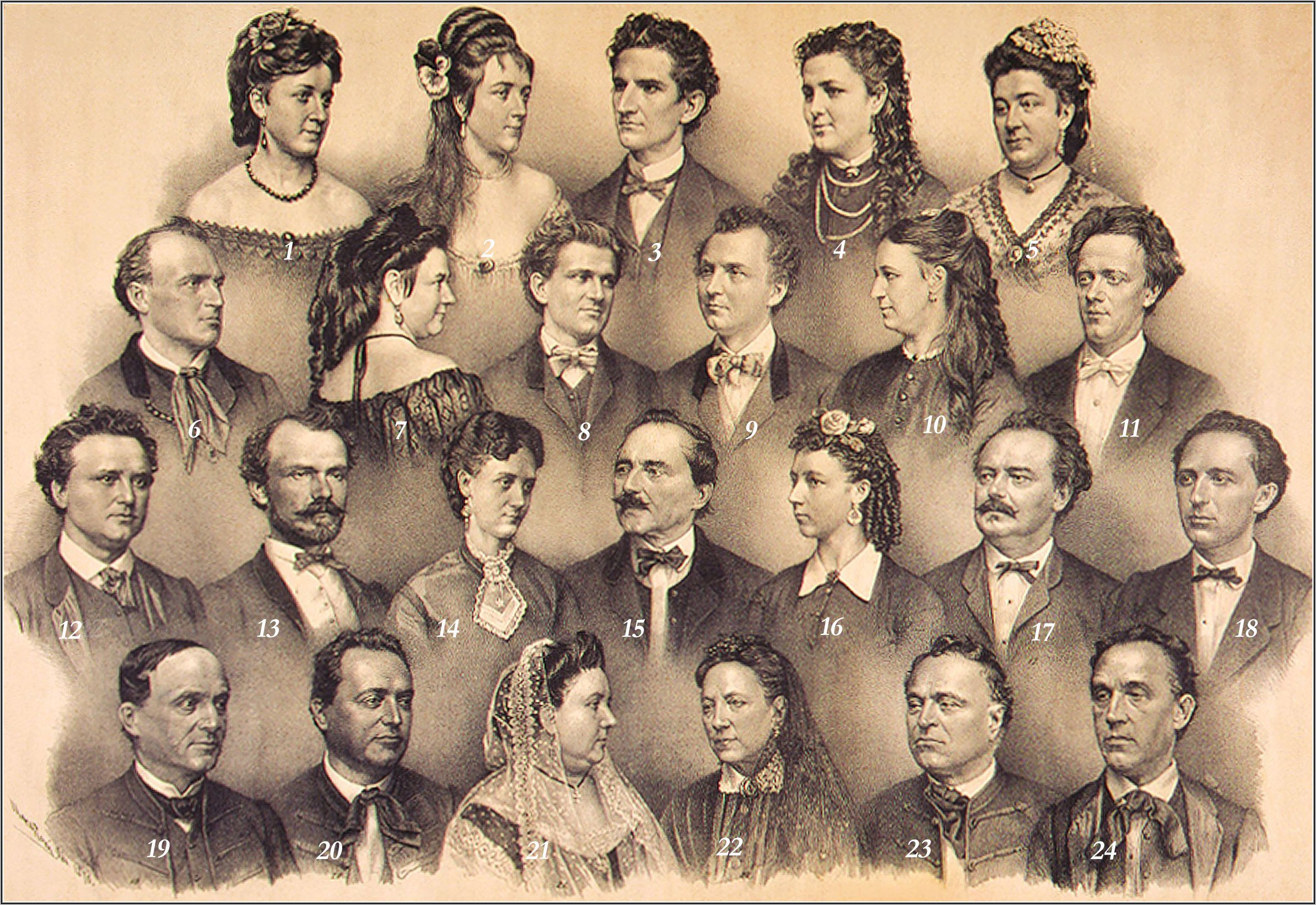
Az 1870-es debreceni színtársulatról készített tablón sorrendben a következő színészek láthatók: 1. Szakáll Róza (1848–1926); 2. Tannerné Szabó Róza, később Erkel Sándorné (1850–1922); 3. Bercsényi Béla (1844–1901); 4. Blaha Lujza (1850–1926); 5. Mándoky Béláné [Presly] Morzsai Emma (1844–1923); 6. Rónai Gyula (1828–1874); 7. Hetényi Laura, Molnárné (1830–1874); 8. Mándoky Béla (1839–1918); 9. Együd István (1838–1882); 10. Dalnoki Béniné, Konti Fáni (1842–1908); 11. Vízvári Gyula (1841–1908); 12. Gerecs János (1843–1910); 13. Dalfi Lőrinc; 14. Takács Emese, Bercsényiné (1847–1914); 15. Szabó József (1814–1875); 16. Szomolnoki Erzsi, Balla Istvánné; 17. Tanner István (1828–1878); 18. Dalnoki Béni (1838–1914); 19. Foltényi Vilmos (1820–1905); 20. Zöldi Miklós (1821–1876); 21. Foltényiné, Szákfy-Szabó Amália (1830–1901); 22. Zöldiné Szabó Julianna (1812–1886); 23. Dózsa József (1815–1886); 24. Philippovits István (1822–1885)

Szabó József (született Schneider) (Debrecen, 1814. január 22. – Debrecen, 1875. március 1.) színész, rendező, igazgató, színházi titkár.

## Pályafutása
Schneider József szabó és Prohászka Klára fiaként született, 1814. január 23-án keresztelték. Előbb borkereskedését működtetett, majd 1837-től kardalos volt a Nemzeti Színházban. 1842-től Kecskeméten működött színigazgatóként, gyakran társulva mással. Dolgozott együtt Havi Mihállyal, Szerdahelyi Józseffel, Gócs Edével és 1860-tól Philippovits Istvánnal. Megfordultak Pécsett, Aradon, Temesvárott, Nagyváradon, Pozsonyban, Szegeden, Kassán, Ungváron, Munkácson, Rimaszombatban és Győrött. Szabó József mint vidéki színigazgató mindig magas színvonalú társulatokat szervezett, a pesti Nemzeti Színház színvonalát vette alapul. Operák is szerepeltek műsorán, külföldön pedig ő ismertette meg először a magyar énekes színészetet. Havi Mihállyal elsőként tették nyereségessé egy magyar társulat külföldi körútját. 1846 és 1848 között játszottak Itáliában, Bécsben, Franciaországban, Brüsszelben és Prágában. 1856-ban Bécsben, később Bukarestben szerepeltek. Felkérték a temesvári német társulat vezetésére egy évre (1857). 1863–1865-ig a kassai színtársulat igazgatója volt, 1866 ősze és 1874 ősze között művészeti vezetője volt a debreceni színháznak, fellendítette a város színházi életét. Ezután nyugalomba vonult.

## Családja
Nővére Erkel Józsefné Szabó Amália, felesége Horeczky Zsófia (Nyitra, 1816 körül – Budapest, 1892. március 11.) barónő.
Gyermekei:
- Szabó Gábor József Ferenc (Pest, 1839. december 22.[6] – ?)
- Szabó József (Pest, 1843. február 25.[7] – ?)
- Szabó Irén Angelika Franciska Mária Jozefa (Pest, 1847. november 30.[8] – Budapest, 1920. március 18.)[9] férj. Hets Jánosné.
- Szabó Hedvig Zsófia Zsuzsanna (Debrecen, 1850. január 2.[10] – ?)
- Szabó Melánia (Arad, 1855 körül – Budapest, 1902. december 6.)[11] férj. Huber Sándorné.
- B. Szabó József (Nagyvárad, 1870. június 13. – Budapest, 1917. január 28.) színész, énekes, számtiszt.

## Működési adatai
1842–43: Kecskemét; 1844: Szeged, Temesvár, Arad, Nagyvárad, Kolozsvár és 1844–45: Kolozsvár; 1845: Debrecen, Nagyvárad; 1845–46: Kolozsvár; 1846: Itália; 1846–47: Pécs; 1847–52: Temesvár, Nagybecskerek; 1852–53: Arad; 1853: Nagyvárad; 1853–55: Arad–Nagyvárad; 1856: Arad, Nagyvárad, Bécs, Baden, Wieden, Pozsony; 1856–57: Arad; 1857: Bukarest; 1857–58: Arad; 1858: Nagyvárad; 1858–59: Arad; 1859–60: Szeged; 1860: Nagyvárad; 1860–63: Arad; 1863: Szeged–Kassa; 1863–64: Kassa; 1864: Ungvár–Munkács; 1864–65: Kassa; 1865: Rimaszombat; 1865–66: Győr; 1866–1874: Debrecen, Nagyvárad.